# Condado de Longford
El condado de Longford (en irlandés: Contae an Longfoirt) se encuentra en el centro de Irlanda, en el noroeste de la provincia de Leinster. El punto más alto del contado es el Carn Clainne Aodha (278 m). Su extensión es de 1.091 km² y su población de 31.068 habitantes, en consecuencia es uno de los condados más pequeños de Irlanda. Fundamentalmente agrícola y ganadero.

## Ciudades y pueblos
- Abbeylara (245)
- Abbeyshrule (245)
- Ardagh (1006)
- Aughnacliffe (177)
- Ballinamuck (600)
- Ballymahon (1877)
- Ballinalee (347)
- Brickeens
- Cloondara (145)
- Colehill
- Dromard
- Drumlish (931)
- Edgeworthstown (2072)
- Ennybegs
- Granard (816)
- Keenagh (581)
- Kenagh
- Killashee (215)
- Killoe
- Lanesborough (1454)
- Lisryan
- Longford
- Moydow
- Moyne
- Mullinalaghta (447)
- Newtowncashel
- Newtownforbes (778)
- Taghshinny